# 5018 Tenmu
Az 5018 Tenmu (ideiglenes jelöléssel 1977 DY8) a Naprendszer kisbolygóövében található aszteroida. Hiroki Kosai,  Kiichiro Hurukawa fedezte fel 1977. február 19-én.